# Michelle Downey
Pour les articles homonymes, voir Downey (homonymie).
Michelle Downey est une actrice américaine, connue surtout pour son rôle de Susan ("Sue") Goodspeed, la petite aveugle, dans la série La Petite Maison dans la prairie.

## Anecdote
Dans la version française de cette série, son personnage est parfois appelé "Aline" au lieu de "Susan". 

## Filmographie
- 1988 : Et si on le gardait ? : Michaela
- 1984 : Young Hearts : Kate
- 1982 : Father Murphy : Serena Kirkpatrick
- 1981 : Amy : Essie
- 1981 : Drôle de vie : Rena
- 1978-1980 : La Petite Maison dans la prairie : Susan 'Sue' Goodspeed
- 1980 : Homeward Bound : Kathy Bailey
- 1980 : Lou Grant : Jody
- 1979 : A New Kind of Family : Sharon
- 1979 : La Onzième Victime : Amy
- 1979 : Mork and Mindy : Susie
- 1979 : Out of the Blue : Stephanie